# Conte di Southesk
Il titolo nobiliare di Conte di Southesk fa parte di quelli dei Pari di Scozia. Fu creato nel 1633 per Sir David Carnegie, un Lord straordinario della Corte di Sessione (in inglese: Extraordinary Lord of Session; la Corte di Sessione era la Corte Civile Suprema scozzese). 
Era già stato investito nel 1616 Lord Carnegie di Kinnaird e quindi, nello stesso momento in cui fu istituita la contea, Lord Carnegie di Kinnaird e Leuchards. Questi titoli sono pure inclusi nella Parìa di Scozia. 
La contea prende nome dal fiume South Esk, che scorre nell'Angus. Al fratello minore di Carnegie, John Carnegie, fu assegnato il titolo equivalente di conte di Northesk. Il conte di Southesk detiene anche il titolo feudale scozzese di barone di Kinnaird ed è baronetto fra i baronetti di Nova Scotia.
Il discendente di V generazione del primo conte di Southesk, il V conte, fu coinvolto nell'insurrezione giacobita del 1715. Ne risultò che egli fu condannato con Atto del Parlamento e i suoi titoli e le sue proprietà tolte in ammenda. La rappresentanza della famiglia passò quindi al suo cugino di terzo grado Sir James Carnegie, III baronetto di Pitcarrow (ora riconosciuto de jure come VI conte di Southesk; per la storia precedente sul baronettato si veda di seguito). 
In contrasto con suo cugino, egli combatté a favore di Re Giorgio II nel corso dell'insurrezione giacobita e, più tardi, acquistò i possedimenti espropriati del cugino. 
Carnegie fu anche membro del Parlamento per il Kincardineshire. 
Anche suo figlio, il IV baronetto e de jure VII conte, rappresentò questa contea nella Casa dei Comuni. 
Il figlio di quest'ultimo, il V baronetto e de jure VIII conte, rappresentò per un breve periodo Aberdeen in Parlamento. 
Suo figlio, il VI baronetto e de jure IX conte, ottenne l'annullamento dell'ammenda nel 1855 e divenne il IX conte di Southesk. 
Lord Southesk servì con merito come Lord tenente del Kincardineshire. Nel 1869 fu investito barone Balinhard, di Farnell nella contea di Forfar, nella Parìa del Regno Unito. Questo titolo diede ai conti l'assegnazione automatica di uno scranno nella House of Lords. Il suo nipote, l'XI conte, sposò la principessa Maud di Fife, la seconda figlia di Alexander Duff, I duca di Fife, e della principessa Louise, la figlia maggiore del Re Edoardo VII. La principessa Maud e sua sorella maggiore, la principessa Alexandra, erano molto legate al ducato di Fife, creato per loro padre nel 1900, e alla morte del duca nel 1912 Alexandra succedette come II duchessa come da suo diritto. Alla sua morte, avvenuta nel 1959, i titoli passarono a suo nipote James Carnegie, Lord Carnegie, l'unico figlio maschio dell'XI conte di Southesk e della principessa Maud (che morì nel 1945), che divenne così il III duca. Alla morte di suo padre nel 1992, il duca succedette come XII conte di Southesk. La contea e i titoli minori sono ora titoli sussidiari del ducato di Fife, con il titolo di conte di Southesk usato come titolo di cortesia dal figlio maggiore del duca e dei suoi eredi apparenti.
Il baronettato Carnegie di Pitcarrow nella contea di Kincardine fu creato nell'elenco dei baronettati di Nova Scotia il 20 febbraio 1663 per David Carnegie. Egli era figlio di Sir Alexander Carnegie, quarto figlio del I conte di Southesk. Come sopra detto, il suo nipote, il terzo baronetto, divenne rappresentante della famiglia a seguito del giudizio di suo cugino nel 1715.

## Conti di Southesk (dal 1633)
- David Carnegie, I conte di Southesk (1575–1658)
- James Carnegie, II conte di Southesk (nato prima del 1583–1669)
- Robert Carnegie, III conte di Southesk (nato prima del 1649–1688)
- Charles Carnegie, IV conte di Southesk (1661–1699)
- James Carnegie, V conte di Southesk (1692–1730) (titolo tolto nel 1716)
- James Carnegie, de jure VI conte di Southesk (c. 1715–1765)
- David Carnegie, de jure VII conte di Southesk (1753–1805)
- James Carnegie, de jure VIII conte di Southesk (1799–1849)
- James Carnegie, IX conte di Southesk (1827–1905) (titolo ripristinato nel 1855)
- Charles Carnegie, X conte di Southesk (1854–1941)
- Charles Carnegie, XI conte di Southesk (1893–1992)
- James George Alexander Bannerman Carnegie, III duca di Fife, XII conte di Southesk (1929-2015)
- David Charles Carnegie, IV duca di Fife, XIII conte di Southesk (nato nel 1961)

Attualmente il figlio del duca, Charles, utilizza il titolo di conte di Southesk come titolo di cortesia.

## Baronetti Carnegie di Pitcarrow (dal 1663)
- Sir David Carnegie, I baronetto (nato prima del 1674–1708)
- Sir John Carnegie, II baronetto (1673–1729)
- Sir James Carnegie, III baronetto (c. 1715–1765) (de jure VI conte di Southesk)
- Sir David Carnegie, IV baronetto (1753–1805) (de jure VII conte di Southesk)
- Sir James Carnegie, V baronetto (1799–1849) (de jure VIII conte di Southesk)
- Sir James Carnegie, VI baronetto (1827–1905 (reinvestito conte di Southesk nel 1855)

Si veda sopra per altri detentori del baronettato